# Lanzerath
Lanzerath ist ein Stadtteil von Bad Münstereifel im Kreis Euskirchen, Nordrhein-Westfalen.

## Lage
Der Ort liegt östlich der Kernstadt von Bad Münstereifel. Durch den Ort verläuft die Kreisstraße 52. Am südlichen Ortsrand verläuft die Grenze zum benachbarten Land Rheinland-Pfalz.

## Geschichte
Auf dem südlich gelegenen Hochthürmenberg wurde eine römische Signalanlage entdeckt.
Lanzerath wurde 1473 erstmals urkundlich erwähnt. 
Lanzerath gehörte zur eigenständigen Gemeinde Houverath, bis diese am 1. Juli 1969 nach Bad Münstereifel eingemeindet wurde.

## Infrastruktur und Verkehr
Die Grundschulkinder werden zur katholischen Grundschule nach Houverath gebracht.
Die VRS-Buslinien 741 und 828 der RVK verbinden den Ort mit Bad Münstereifel, weiteren Nachbarorten und mit Rheinbach, überwiegend als TaxiBusPlus im Bedarfsverkehr.
| Linie | Verlauf |
| ----- | --- |
| 741   | MiKE (außer im Schülerverkehr): Rheinbach Bf – Loch – Queckenberg – Kurtenberg (– Scheuren – Maulbach – Eichen – Lanzerath – Houverath – Limbach – Wald)                                                                               |
| 828   | MiKE (außer im Schülerverkehr): Bad Münstereifel Bf – (Bad Münstereifel Rathaus →/ Gewerbegeb./Ärzteh. ←) Rodert – Holzem – Lethert – Effelsberg – Scheuerheck – Wald – Limbach – Houverath – Lanzerath – Eichen – Maulbach – Scheuren |